# 问天录
《问天录》（英語：The Unknown: Legend of Exorcist Zhong Kui），2021年的中国大陆神话古裝剧，由邢昭林、菅纫姿、宣璐、徐文浩领衔主演，於2017年10月22日在宁波象山正式開機，2018年1月全劇組殺青。于2021年10月31日在优酷播出。台灣则由LINE TV、LiTV 線上影視、myVideo、KKTV播出。

## 播出时间
| 频道 | 所在地 | 播出日期       | 播出时间 | 备注 |
| ---- | ------ | -------------- | -------- | ---- |
| 优酷 | 中国   | 2021年10月31日 |          |      |

## 演员列表

### 主要演员
| 演員   | 角色              | 介紹 |
| 邢昭林 | 鍾雲飛 (少年鍾馗) | 正义凛然、阳光外向、一身正气、武艺高超。高冷沉稳又不失温柔幽默，他甘愿历经重重阻碍，克服自己的弱点，在艰辛与困难之路上不断成长。手握降魔神剑的天界斩妖士，后被封为降妖尊者。外表高冷，不喜言辞，但心思单纯，重情重义。同时，此人冷中带贱，话虽不多，出口却能击中别人的要害。         |
| 菅纫姿 | 冰蝶/念兒/白凝雨  | 不论是小家碧玉钟灵毓秀的念儿、还是无恶不作妖艳邪魅的蝶妖冰蝶、甚或是温婉大气的白凝雨，都是她。她在正与邪之间转换，在善与恶之间交替，转世轮回中变身三位性格迥异的女子与钟云飞上演几世纠葛。                                                                                           |
| 宣璐   | 柳含煙            | 外形干练美貌，武力值强大，但内在实际上为男人心。沉稳睿智，学富五车，同时极其擅长与人交涉、周旋、谈判。含烟手拿乾坤伞，能呼唤伞灵五小童子。一方便，她足智多谋，是钟云飞倚重的智多星；另一方面，她天生毒舌会怼人，吐槽钟云飞和富曲是家常便饭，身为三人中的小妹，两位大哥也要敬她三分。 |
| 徐文浩 | 王富曲            | 他的个性正如钢羽铁翅的武器，是耿直冲动、暴烈似火的血性男儿，同时在关键时刻能屈能伸，该他出手的时候义无反顾，该怂的时候怂的比谁都快。富曲是藏不住内心情感的人，喜怒哀乐悲都写在脸上，所以经常口无遮拦。有贪恋美色的贼心，但始终没有贼胆逾越本分，偷着暗恋成了他对人间情爱最大的享受。 |

### 其他演员
| 演員   | 角色   | 介紹 |
| 黄恺杰 | 牛懷祖 | |
| 霍青   | 魏重生 | |
| 张智坤 | 魏化龙 | 魏重生儿子 |
| 文渊   | 宫九郎 | 狼族领袖之子，性格孤傲峻酷，冷静沉稳，看似高贵不凡的出身，却能在困境中隐忍于世，等待复仇时机。面对爱情，更是情深不负，甘愿遭受天道惩罚，是一个有情有义、有勇有谋的坚毅少年。 |
| 韓玖諾 | 央紅雪 | |
| 常鋮   | 閩文風 | 陵阴县城 县长 |

## 电视剧歌曲
| 曲序 | 曲目                     | 演唱     |
| ---- | ------------------------ | -------- |
| 1.   | 皆自在心（片尾曲）       | 陳雪燃   |
| 2.   | 彼岸花（主题曲）         | 周深     |
| 3.   | 從來缘淺奈何情深（插曲） | 斯琴高麗 |
| 4.   | 問天（插曲）             | 李琦     |
| 5.   | 悟愛（插曲）             | 芧小勇   |